# 이니바이오
이니바이오(Inibio Co. Ltd.)는 단백질 의약품 및 메디컬 에스테틱 전문 개발 기업이다.

## 투자
2022년 시리즈 B 투자 유치에서 125억원은 한국 투자사로부터, 290억원은 외국 사모펀드로부터 각각 유치한 바 있다

## 역사
2017년 12월에 설립되었으며 보툴리눔톡신 제제 품목허가를 식약처로부터 받은 바 있다

## 상장
DB금융투자와 상장 주관사로 선정하고 이익미실현 특례 상장(테슬라 요건)을 추진하는 중이다.

## 같이 보기
- 보톡스

## 참고문헌
1. ↑  송영두, 보톡스 품목허가 이니바이오, 1조2000억 매출 현실화, 이데일리, 2023.07.28
2. ↑  송영두, 이니바이오 대해부 ③장기 성장 승부수, IPO·마이크로니들·약물 전달체, 이데일리, 2022-03-25
3. ↑  김태환, 국내 10번째 보툴리눔톡신 등장…이니바이오 '이니보주', 뉴스1, 2023-07-20
4. ↑  안준호, 이니바이오, 中 업체와 3.7억弗 보톡스 계약...연내 상장 플랜 탄력, 아주경제, 2022-02-28